# 天皇旗
天皇旗（てんのうき）は、近現代において天皇の行幸その他のときに天皇の印（象徴）として用いられる日本の旗である。その形状について、典憲二元主義の元、宮内省達を経て皇室令で定められたものと、勅令により定められた、二系統の法的根拠を有した。

## 概要

### 全般
菊花の意匠については古くからあり、鎌倉時代頃には皇室の紋として定着した。「十六八重表菊」が公式に皇室の紋とされたのは、1869年（明治2年）8月25日の太政官布告第802号を経て、明治4年6月17日布告「皇族家紋制定ノ件」である。さらに1871年（明治4年）9月15日布告にて、行幸の際に用いる旗として、紅に菊花紋章の旗を規定した。
1889年（明治22年）9月30日の、宮内省達第17号により天皇旗等を制定、同達第18号により明治4年9月15日布告中の旗章を天皇旗として再整理している。
宮内省達第17号による天皇旗の定義は次の通り。
- 地色 - 紅
- 菊章 - 金
- 横 - 縦の1と1/2
- 菊心 - 旗面の中心
- 菊心径 - 縦の1/19
- 菊全径 - 縦の4/6

さらに1926年（大正15年）10月21日、大正15年皇室令第7号「皇室儀制令」によって、菊花紋章（十六八重表菊及び十四葉一重裏菊）や天皇旗以下の皇族旗が再定義されるとともに、附則にて明治22年宮内省達17号を廃止した。
「皇室儀制令」による天皇旗の定義は次のとおり。
- 地色 - 紅
- 菊章 - 金
- 横 - 縦の1と1/2
- 菊心 - 旗面の中心
- 菊心径 - 縦の1/19
- 菊全径 - 縦の2/3　（※菊全径のみが変更、海軍旗章と表記統一）

第2次世界大戦の日本の敗戦後、日本国憲法施行前日付の1947年（昭和22年）5月2日、昭和22年皇室令第12号「皇室令及附属法令廃止ノ件」によって「皇室儀制令」も廃止され、法的根拠を喪った。

### 大日本帝国海軍
宮内省が天皇旗の形状を定義した直後、1889年（明治22年）年10月7日公布の明治22年勅令第101号「海軍旗章条例」にて、大日本帝国海軍における天皇旗他について明確に定義した（大日本帝国海軍の旗章）。
「海軍旗章条例」による天皇旗の定義は次のとおり。
- 地色 - 紅
- 菊章 - 金
- 横 - 縦の1と1/2
- 菊心 - 旗面の中心
- 菊心径 - 縦の1/19
- 菊全径 - 縦の2/3
- 「雨風ノ際用フルモノニハ黄旗布ヲ以テ菊章ヲ作ル」

「海軍旗章条例」は1897年（明治30年）に全部改正（天皇旗の形状は明治22年条例と同一）され、改正を経て、1914年（大正3年）1月31日の大正3年勅令第11号「海軍旗章令」制定をもって廃止された。「海軍旗章令」による天皇旗の定義は、明治22年「海軍旗章条例」と同一である。
「海軍旗章令」も改正を経て、1932年（昭和7年）に全部改正されたた際、その形状については「皇室儀制令」の定めによるとされ、但し書きで「雨風ノ際…」の規定が残った。そして、日本の敗戦に伴う陸海軍の解体に伴って法的根拠を喪った。

## 使用法

### 大日本帝国陸海軍
大日本帝国陸軍においては、天皇の公式の鹵簿（ろぼ）に際しては儀仗兵が天皇旗を捧持し、天皇旗の通御（つうぎょ。通行）の6歩前から6歩後まで、礼式を行なう。
海軍旗章令においては、天皇の乗御のとき、艦船においては大檣頂に、短艇においては艇首の旗竿に掲げる。天皇が短艇で艦船に臨御のときは、短艇の着艦と同時に艦船に天皇旗を掲げ、短艇の天皇旗を撤去し、艦船から短艇に乗御のときは、短艇の発艦と同時に短艇に天皇旗を掲げ、艦船の天皇旗を撤去する。陸上の海軍官衙に臨御のときは天皇旗を旗竿に掲揚する。第二次世界大戦後には軍の艦艇に乗る機会は無くなったが、1947年9月21日、カスリーン台風により水没した被害地を視察した際、乗船したボートに天皇旗を掲げている。

### 現代の日本
サンフランシスコ平和条約発効後、昭和天皇の全国巡幸での1954年の北海道訪問以降、天皇の公式な外出において、御料車のボンネットの旗竿、外国でのお召車の旗竿、国内に限りお召船たる民間船の、小型艇では艇首、中型大型船艇ではメインマストに、天皇旗が掲出されるのが慣例となっている。
自衛隊の旗に関する訓令（昭和47年3月14日防衛庁訓令第3号）においては、天皇旗に関する規定はなく（自衛隊の旗）、海上自衛隊旗章規則第2条第2項には「天皇旗、摂政旗及び皇族旗の海上自衛隊における使用については、別に定める。」とある。
海上自衛隊においては、自衛隊の礼式に関する訓令により、自衛艦は天皇旗を掲げている自衛艦その他の船舶に対して登舷の敬礼を行う。また、短艇は天皇旗を掲げている自衛艦その他の船舶に対して、敬礼を約30メートル前で始め、約10メートル過ぎるまでは行う。